# Crystal Springs (Mississippi)
Crystal Springs é uma cidade localizada no estado americano de Mississippi, no Condado de Copiah.

## Demografia
Segundo o censo americano de 2000, a sua população era de 5873 habitantes.
Em 2006, foi estimada uma população de 5939, um aumento de 66 (1.1%).

## Geografia
De acordo com o United States Census Bureau tem uma área de
14,0 km², dos quais 13,9 km² cobertos por terra e 0,1 km² cobertos por água. Crystal Springs localiza-se a aproximadamente 143 m acima do nível do mar.

## Localidades na vizinhança
O diagrama seguinte representa as localidades num raio de 28 km ao redor de Crystal Springs.